# Marijina Voda
Marijina Voda (Marina Voda) je naseljeno mjesto u općini Kakanj, Federacija Bosne i Hercegovine, BiH.

## Povijest
Kao samostalno naseljeno mjesto postoji od popisa 1991. godine. Nastalo je izdvajanjem iz naseljenog mjesta Haljinići.

## Stanovništvo

### Popisi 1971. – 1991.
| Marijina Voda      |              |
| godina popisa      | 1991.        |
| Hrvati             | 487 (67,17%) |
| Muslimani          | 188 (25,93%) |
| Srbi               | 2 (0,27%)    |
| Jugoslaveni        | 8 (1,10%)    |
| ostali i nepoznato | 40 (5,51%)   |
| ukupno             | 725          |

### Popis 2013.
| Marijina Voda      |              |
| godina popisa      | 2013.        |
| Bošnjaci           | 272 (76,84%) |
| Hrvati             | 78 (22,03%)  |
| Srbi               | 0            |
| ostali i nepoznato | 4 (1,13%)    |
| ukupno             | 354          |